# نفيسة المليك
نفيسة أبو بكر المليك (1932 -) ناشطة سودانية في حقوق المرأة. من مواليد مدينة رفاعة ولاية الجزيرة.

## تعليمها
تلقت تعليمها الأولي في ميدنة رفاعة وبورتسودان والخرطوم بحري بحسب ظروف تنقلات والدها، أكملت تعليمها الأوسط بمدرسة أم درمان الوسطى للبنات، التحقت بكلية المعلمات وتخرجت فيها، وبدأت عملها معلمة بالمدارس الأولية، التحقت بدورة تأهيلية عام 1947 بكلية المعلمات للعمل بالمدارس الوسطى، حاصلة على درجة الماجستير من جامعة مانشستر بإنجلترا عام 1998 .

## العمل
تعتبر نفيسة أصغر معلمة سودانية، حيث عملت في مدارس محو الأمية وكان عمرها آنذاك لا يتجاوز الرابعة عشر عاما وذلك في العام 1946 من خلال رابطة المرأة الثقافية للعمل الإجتماعي ومحو أمية، وكانت جمعية للنضال ضد الإستعمار، وبعد تأهليها، عملت مدرسة بكلية المعلمات بأم درمان، وهي عضو مؤسس لإتحاد المعلمات الذي تحول فيما بعد إلى نقابة وتولت رئاسته بين عامي (1950 - 1953). ومنذ العام 1969 وحتى الآن تعمل مديرة مدارس المليك   التي أسسها والدها الشيخ أبو بكر المليك 1948.

## نشاطها السياسي
كانت نفيسة هي صاحبة اقتراح إرسال مذكرة سياسية للمسؤولين طالبت فيها بإلغاء حالة الطوارئ والمادة 105 من قانون العقوبات في السودان، كانت من المؤسسين للاتحاد النسائي عام 1952 ، وتولّت رئاسته من عام 1953 إلى 1955 في دورتين متتاليتين، كتبت مقالا مشهورا، بعنوان أما آن لنا أن نستيقظ. الذي كان له أثر ملحوظ مع عوامل أخرى لتبلور فكرة الاتحاد النسائي، وهي عضو مؤسس وممولة لمجلة صوت المرأة، وشاركت في التخطيط لها وفي تحريرها. شاركت في إعداد المواد لركن الاتحاد النسائي بالإذاعة ولكنها لم تشارك في التقديم، أسهمت في إنشاء مدارس الاتحاد النسائي، عقب انقلاب الفريق إبراهيم عبود  رفضت الاشتراك في هيئة نساء السودان عام 1961 ، وتعتبر أول من فكّر في تكوين التنظيمات التعاونية للنساء أو جمعيات ربات البيوت عام 1961. وعقب اندلاع ثورة 21 أكتوبر 1964، نفذت الفكرة عام 1966 ، بتأسيس جمعية مسجلة وأنشأت مشغلا تعاونيا للأشغال اليدوية، عُيّنت بلجنة الميثاق الوطني بعد مايو عام 1969 ، عُيّنت عضوا بمجلس إدارة في مؤسسة مايو التجارية، منحتها جامعة الاحفاد للبنات الدكتوراه الفخرية عام 2001.
كما أنها إحدى رائدات العمل النسائي والاجتماعي، وعضو في لجنة الميثاق الوطني التي أقامتها سلطة انقلاب مايو 1969م وعضو قيادي في مجلس إدارة نقابة مدرسات المدارس الحكومية الذي قدّم عريضة تحتوي على 23 مطلب إلى مدير المعارف في سبتمبر 1952م. احتوت العريضة على مطالب وطنية تنصف المرأة مع الرجل في مجال أجور وساعات العمل ومراعاة الظروف الاستثنائية للعمل في الريف وأيضا احتوت على مطالب وطنية مثل مجانية التعليم وتوسيع فرص تعليم الإناث. وقعت على العريضة الأستاذة جليلة علاء الدين رئيسة المجلس. كما شاركت في عدة نشاطات اجتماعية وسياسية تتعلق بالمرأة وتعليم البنات. في 18/1/1956 سلمت للسفير البريطاني بالخرطوم دعوة لأسبوع المرأة نيابة عن الاتحاد النسائي السوداني عن طريق وزارة الشؤون الاجتماعية. وهي والدة الشهيد الرائد (طيار) أكرم الفاتح يوسف الذي أعدمه النظام السابق في السودان (نظام عمر البشير) ضمن 28 ضابطاً آخرين في محاكمة وجيزة، خارج النظام القضائي العسكري، وذلك في 24 أبريل 1990 الذي صادف آخر أيام شهر رمضان المبارك قبل عيد الفطر المبارك بأيام قليلة.

## حياتها الخاصة
متزوجة وأم لثلاثة أولاد وثلاثة بنات.

## مؤلفاتها
- ملامح عن الحركة النسائية في السودان [8]
- الحركة النسائية عبر نصف قرن
- شموع أضاءت ثم إنطفأت
- أحزان الخريف

## أنظر
- المرأة في السودان